# گوگل فیوشا
فیوشا (به انگلیسی: Fuchsia) یک سیستم‌عامل متن‌باز است که در حال حاضر توسط گوگل در حال توسعه است. اولین‌بار زمانی که پروژهٔ این سیستم‌عامل در اوت ۲۰۱۶ و بدون هیچ اعلامیهٔ رسمی در یک قالب خودمیزبان نرم‌افزار گیت پدیدار شد، به‌صورت عمومی شناخته شد. فیوشا به معنای ترکیبی از رنگ‌های صورتی و بنفش است که هم اشاره‌ای به رنگ صورتی (اولین تلاش اپل برای یک سیستم‌عامل مبتنی بر شی‌گرایی و ریزهسته) و هم اشاره به رنگ بنفش (نام رمز اصلی آیفون) دارد. بر خلاف سیستم‌عامل‌های قبلی توسعه‌یافتهٔ گوگل مانند سیستم‌عامل کروم و اندروید که مبتنی بر هستهٔ لینوکس هستند، فیوشا بر پایهٔ هستهٔ جدیدی به نام زیرکُون بنا شده‌است. پس از سال‌ها توسعه، فیوشا به‌طور رسمی در نسل اول گوگل‌نست هاب به عموم عرضه شد و جایگزین سیستم‌عامل اصلی کَست در آن شد.

## تاریخچه
در اوت ۲۰۱۶، رسانه‌ها گزارشی از یک پست رمزگذاری‌شدهٔ مرموز در گیت‌هاب منتشر کردند که نشان می‌داد گوگل در حال توسعهٔ سیستم‌عامل جدیدی به نام «فیوشا» است. هیچ اطلاعیهٔ رسمی اعلام نشد، اما بازبینی کد نشان می‌داد که روی دستگاه‌های جهانی، از جمله «سیستم‌های سرگرمی خودرو، به دستگاه‌های تعبیه‌شده مانند چراغ راهنمایی و ساعت‌های دیجیتال، تا گوشی‌های هوشمند، تبلت‌ها و رایانه‌های شخصی» قابل اجرا است. تفاوت این کد با سیستم‌عامل اندروید و کروم این بود که این کد بر پایهٔ هستهٔ زیرکون (قبلاً مَگِنتا نامیده می‌شد) بود تا هستهٔ لینوکس.
در ماه مه ۲۰۱۷، آرز تکنیکا در مورد رابط کاربری جدید فیوشا، یک نسخهٔ ارتقایافته از رابط خط فرمان آن که اولین‌بار در ماه اوت رونمایی شد، در راستای نوشتهٔ یکی از توسعه‌دهندگان که نوشته بود فیوشا «یک ابزار سرگرمی نیست؛ یک پروژهٔ ۲۰٪ نیست؛ یک محل تخلیهٔ پسماند نیست که دیگر به آن بی‌توجه باشیم» مطلبی نوشت. چندین رسانه در مورد روابط ظاهراً نزدیک این پروژه با اندروید نوشتند. برخی گمان می‌کردند که فیوشا ممکن است تلاشی برای «بازآفرینی» یا جایگزینی اندروید باشد؛ به‌گونه‌ای که مشکلات موجود در آن را برطرف کند.
در ژانویهٔ ۲۰۱۸، گوگل راهنمای نحوه اجرای فیوشا را در Pixelbooks منتشر کرد. این امر با موفقیت توسط Ars Technica دنبال شد.
«دستگاه» فیوشا در ژانویه ۲۰۱۹ از طریق پروژه منبع باز اندروید (AOSP) به اکوسیستم اندروید اضافه شد. گوگل در Google I / O 2019 در مورد فیوشا صحبت کرد. Hiroshi Lockheimer، معاون ارشد کروم و اندروید، فیوشا را به عنوان یکی از آزمایش‌های گوگل در مورد مفاهیم جدید برای سیستم عامل توصیف کرد.
در تاریخ ۱ ژوئیه ۲۰۱۹، گوگل وب سایت رسمی پروژه توسعه فیوشا را  به کمپانی سامسونگ فروخت به دلیل اینکه کد منبع سیستم عامل را ارائه دهد برای تلفن همراه و تبلتها
چند تغییرات در فیوشا تغییر یافته‌است.
جایگزین‌ها
- سرویس گوگل پلی
- Fuchsia Servic Device
- جیمیل
- fmail
- فروشگاه گوگل پلی
- Fuchsia AppStore

و باقیه برنامه‌های فیوشا جایگزین گوگل
پسوند فایل‌های اپلیکیشن‌ها: .FUA
لیست بروزرسانی‌های فیوشا
Galaxy S21 ultra 5G
Galaxy Note 20 ultra 5G
Galaxy A22
Galaxy A72
Galaxy A52
Galaxy A32
Galaxy F62
Galaxy F12
Galaxy M62
Galaxy M52
Galaxy M32
Galaxy A03
Galaxy B01
Galaxy B02s
Galaxy B03
Galaxy B12
Galaxy Tab A7
Galaxy Tab S7
Galaxy Xcover 5
Galaxy Z Fold 2
بروزرسانی فیوشا یکچاره ای است برای همه دستگاه‌ها یک کد منبع می‌باشد

## بررسی اجمالی
فوربس فیوشا را اینگونه توصیف می‌کند:
زیرکون قبلاً به عنوان سرخابی شناخته می‌شد و به گونه ای طراحی شده بود که از هر نوع برنامه ای از RTOS تعبیه شده (سیستم عامل‌های زمان واقعی) گرفته تا انواع موبایل و دسک تاپ متناسب باشد. در نتیجه، حدس و گمان‌های زیادی وجود دارد مبنی بر اینکه فیوشا جانشین طبیعی سیستم عامل اندروید و کروم خواهد بود و قابلیت‌های هر دو را با سازگاری رو به عقب ترکیب می‌کند تا برنامه‌های قدیمی ساخته شده در هر دو را ترکیب کند. به‌طور خلاصه، این مورد برای اجرا بر روی هر چیزی از هسته‌های ۳۲ بیتی یا ۶۴ بیتی ARM تا پردازنده‌های ۶۴ بیتی x86 طراحی شده‌است و احتمالاً مخل است.
پروژه گیت‌هاب نشان می‌دهد فیوشا می‌تواند در بسیاری از سیستم عامل‌ها، از سیستم‌های جاسازی شده گرفته تا تلفن‌های هوشمند، تبلت‌ها و رایانه‌های شخصی، اجرا شود. در ماه مه ۲۰۱۷، فیوشا با یک رابط کاربری به روز شد، و یک توسعه دهنده نوشت که این پروژه «زمینی برای از بین بردن یک چیز مرده» نیست، باعث گمانه زنی‌های رسانه ای در مورد اهداف گوگل با سیستم عامل، از جمله احتمال جایگزینی آن با اندروید. در تاریخ ۱ ژوئیه ۲۰۱۹، گوگل صفحه اصلی پروژه فیوشا را اعلام کرد که کد منبع و مستنداتی را برای سیستم عامل تازه اعلام شده ارائه می‌دهد.
رابط کاربری و برنامه‌های فیوشا با Flutter نوشته شده‌است، یک کیت توسعه نرم‌افزار که امکان توسعه بین پلتفرم را برای فیوشا، اندروید و آی‌اواس فراهم می‌کند. Flutter برنامه‌های مبتنی بر دارت را تولید می‌کند و برنامه‌هایی با عملکرد بالا را ارائه می‌دهد که با سرعت ۱۲۰ فریم در ثانیه اجرا می‌شوند. فیوشا همچنین یک موتور رندر گرافیکی مبتنی بر Vulkan به نام Escher با پشتیبانی ویژه از «Volumetric soft سایه‌ها» ارائه می‌کند، عنصری که Ars Technica نوشت «به نظر می‌رسد برای اجرای دستورالعمل‌های رابط» Material Design «سنگین سایه گوگل ساخته شده‌است».
با توجه به کیت توسعه نرم‌افزار Flutter که فرصتهای بین پلتفرمی را ارائه می‌دهد، کاربران می‌توانند قسمتهایی از فیوشا را بر روی دستگاه‌های Android نصب کنند.
Ars Technica خاطرنشان کرد که اگرچه کاربران می‌توانند فیوشا را آزمایش کنند، اما هیچ چیز «کارساز» نیست، زیرا «این همه مجموعه ای از رابط‌های مکان‌یاب هستند که کاری نمی‌کنند». آنها شباهت‌های زیادی بین رابط کاربری فیوشا و اندروید پیدا کرده‌اند، از جمله صفحه برنامه‌های اخیر، منوی تنظیمات و نمای تقسیم صفحه برای مشاهده همزمان چندین برنامه. پس از بازبینی دوم، کارشناسان Ars Technica تحت تأثیر پیشرفت قرار گرفتند و خاطرنشان کردند که همه چیز در حال کار است و به ویژه از پشتیبانی سخت‌افزار خوشحال می‌شوند. یکی از شگفتی‌های مثبت پشتیبانی از چندین نشانگر ماوس بود.
نسخه ویژه اندروید ران‌تایم برای فیوشا برنامه‌ریزی شده‌است تا از یک فایل FAR، معادل اندروید ای‌پی‌کِی، اجرا شود.

### هسته
فیوشا بر اساس یک هسته پیام رسان جدید به نام Zircon ساخته شده‌است که به نام ماده معدنی نامگذاری شده‌است. به دلیل داشتن بیش از 170 syscall، میکرو هسته نیست. پایگاه کد زیرکون از هسته کوچک (LK) گرفته شده‌است، هسته ای در زمان واقعی برای دستگاه‌های جاسازی شده، با هدف مصرف کم منابع، برای استفاده در انواع مختلفی از دستگاه‌ها. هسته کوچک توسط Travis Geiselbrecht ساخته شد، وی همچنین هسته NewOS مورد استفاده هایکو را نیز همکاری کرده‌است.
زیرکون بیشتر به زبان سی++ نوشته می‌شود و بعضی قسمتها به زبان اسمبلی است. این هسته از یک هسته با مجموعه کوچکی از خدمات کاربر، درایورها و کتابخانه‌ها تشکیل شده‌است که همه آنها برای بوت شدن سیستم، برقراری ارتباط با سخت‌افزار و بارگیری فرایندهای کاربر لازم هستند. این ویژگی شامل دست زدن به موضوعات، حافظه مجازی، پردازش ارتباط متقابل و انتظار برای تغییر در وضعیت اشیا است.
به شدت از هسته یونیکس الهام گرفته شده و تفاوت‌های زیادی با آن دارد. به عنوان مثال، از سیگنالهای مشابه یونیکس پشتیبانی نمی‌کند اما شامل برنامه‌نویسی مبتنی بر رویداد و الگوی مشاهده گر است. بیشتر تماسهای سیستم موضوع اصلی را مسدود نمی‌کنند. برخلاف سیستم‌های سنتی یونیکس، منابع به جای فایل به عنوان اشیا نشان داده می‌شوند.